# Yasmine Mohammed
Yasmine Mohammed (Vancouver, segle XX) és una activista pels drets humans canadenca, exmusulmana i autora crítica de l'islam. Es va escapar d'un matrimoni forçat i abusiu amb un agent d'Al-Qaida i es va convertir en defensora dels drets de les dones a través de la seva organització sense ànim de lucre Free Hearts, Free Minds. És membre del Buró de Portaveus del Center for Inquiry i del consell assessor del Brighter Brains Institute.

## Orígens
Nascuda a la ciutat canadenca de Vancouver, la seva mare és egípcia, neboda de l'expresident Muhammad Naguib, i el seu pare és palestí.
La família va viure una vida secular fins que el pare els va abandonar, quan ella tenia dos anys, deixant la mare amb tres fills petits. Buscant aixopluc a la comunitat musulmana i el suport d'una mesquita local, va conèixer un home que va dir que l'ajudaria. Ja estava casat, tenia tres fills propis, però la mare de Mohamed es va convertir en la seva segona esposa. Mohammed tenia nou anys en aquell moment, i afirma que la situació de la seva mare va millorar, ja que el seu nou marit no la maltractava com el primer marit. Tot i això, va declarar que el seu padrastre abusava físicament d'ella. La seva mare es va convertir en musulmana renascuda, cosa que va canviar la vida de Mohammed. Ja no se li va permetre sortir a jugar amb els seus amics i havia de pregar cinc cops al dia. També va ser obligada a portar un hijab i colpejada pel seu padrastre per no memoritzar l'Alcorà. Va començar a assistir a una escola islàmica que es va establir a la mesquita. Quan tenia 13 anys, li va explicar a un mestre de confiança sobre l'abús que estava experimentant i li va mostrar els seus blaus. A continuació, es va trucar a la policia i el cas va arribar als tribunals, però Mohammed afirma que el jutge va dictaminar que pel fet que la seva família era àrab, tenia dret a disciplinar-la així. Afirma que li va fer sentir que no li importava tant com altres nens.
Mohammed ha descrit sovint la manera com va ser criada com a «malvada». Va començar a usar el nicab als 19 anys, després que li presentessin al seu futur espòs.

### Matrimoni forçat amb un agent d'Al-Qaida
Quan tenia 20 anys, es va veure obligada a casar-se amb un membre d'Al-Qaida i va tenir una filla amb ell. Més tard va escapar del matrimoni per protegir la seva filla de l'amenaça de mutilació genital femenina. Va canviar els seus noms i es va mudar a una ciutat diferent, ja que estava preocupada que la seva filla fos segrestada i criada com a musulmana. Encara que estava convençuda que el seu marit era a la presó, seguia espantada perquè era membre d'Al-Qaida. Després de la seva fugida, va obtenir un préstec com a estudiant i es va inscriure a la Universitat de la Colúmbia Britànica, on va assistir a classes d'història de la religió i, per primera vegada, va començar a examinar l'islam de manera més crítica.

## Activisme
Mohammed va decidir alçar la seva veu després de veure Ben Affleck i Sam Harris debatre sobre l'islam al programa de televisió Real Time with Bill Maher. Les seves opinions són crítiques tant amb l'islam com amb l'esquerra —a la qual acusa de recolzar inadvertidament l'islam radical a través del seu treball per combatre la islamofòbia. Mohammed s'oposa fortament a la pràctica de portar hijab, així com als intents de promoure el seu ús. Per a protestar contra el Dia internacional del hijab, va promoure a les xarxes socials el hashtag #NoHijabDay, veient el hijab com «una eina d'opressió, una peça que perpetua la cultura de la violació».
També va recaptar diners per a ajudar a Rahaf Mohammed, una exiliada que va fugir d'Aràbia Saudita al Canadà per a escapar de la seva família abusiva. Segons Erich J. Prince, Mohammed s'ha convertit en una comentarista freqüent de la relació de l'Islam amb Occident, particularment al Canadà.
El 8 de novembre de 2017 va intervenir com a testimoni al Comitè Permanent del Patrimoni Canadenc respecte a la inclusió de la paraula islamofòbia a la Moció 103. Va indicar que l'objectiu de la moció és «... sufocar la intolerància contra els éssers humans», però va argumentar que el terme «islamofòbia» no protegeix els musulmans sinó que protegeix la ideologia de l'Islam. Mohammed va ser una dels diversos testimonis que van advertir als membres del comitè que no legislessin en calent a causa del «creixent clima públic d'odi i por». Mohammed i altres testimonis van recomanar que les lleis existents havien de ser aplicades i enfortides per a frenar l'odi i la discriminació cap a tots els canadencs i no només a un grup de canadencs. Segons el diri The Jerusalem Post, Mohammed és una veu important a la comunitat exmusulmana que es dirigeix a audiències de tot el món.

### Free Hearts, Free Minds
Mohammed va fundar una organització sense ànim de lucre anomenada Free Hearts, Free Minds («Cors lliures, Ments lliures») que ajuda a exmusulmans que viuen en països de majoria musulmana amb penes de mort aplicades per l'estat per a l'apostasia de l'islam. L'organització brinda assessorament psicològic a les persones que abandonen la fe musulmana, centrant-se especialment a brindar serveis a dones de l'Aràbia Saudita i persones LGTB del món musulmà.

## Publicacions
El 25 de setembre de 2019 va publicar el llibre de memòries titulat Unveiled: How Western Liberals Empower Radical Islam. El 2021 es traduir al català amb el títol La dona sense vel i va ser publicat per edicions Saldonar. Abans que sortís a la llum al Canadà va ser rebutjat per diferents editorials durant dos anys, fins que Sam Harris la va convèncer perquè l'autopubliqués. Les memòries descriuen la seva criança en una llar fonamentalista islàmica al Canadà, el seu padrastre colpejant la planta dels seus peus per no recitar les seves oracions correctament, el seu matrimoni contra la seva voluntat amb un agent d'Al-Qaeda, la fugida i el seu posterior activisme.
En una entrevista al podcast The Thinking Atheist, el presentador Seth Andrews li va qüestionar l'elecció del títol. Tenint en compte que no tots els progressistes occidentals empoderen l'islam radical, va pensar que el títol podria haver estat Unveiled: How Many Western Liberals Empower Radical Islam («Desvelades: Com molts progressistes occidentals empoderen l'islam radical»). Mohammed va respondre que un títol més exacte per al llibre podria haver estat How Some Western Liberals Unintentionally Empower Radical Islam («Com alguns progressistes occidentals empoderen involuntàriament a l'islam radical»), però això no hauria captat prou l'atenció.

## Vida personal
Mohammed es va tornar a casar i té dues filles, una del primer matrimoni i l'altra del segon. Va trencar els llaços amb la seva mare després que l'amenacés de matar-la per no usar el hijab i perquè s'havia convertit en una no creient.

## Obres
- La dona sense vel. La idea sempre era la mateixa: ensenyar-nos a obeir sense pensar. Traducció: Octavi Gil Pujol.  Barcelona: Saldonar, 2021. ISBN 978-84-17611-74-3.